# Rahmi Anıl Başaran
Rahmi Anıl Başaran (* 27. März 2000 in Susurluk) ist ein türkischer Fußballspieler.

## Karriere
Başaran spielte für die Nachwuchsabteilungen Fenerbahçe Istanbuls und Balıkesirspors. Bei letzteren erhielt im März 2017 einen Profivertrag und gab dann in der Zweitligapartie vom 30. April 2017 gegen Boluspor sein Profidebüt.